# Xian de Comai
Le xian de Comai (措美县 ; pinyin : Cuòměi Xiàn) est un district administratif de la région autonome du Tibet en Chine. Il est placé sous la juridiction de la préfecture de Shannan.

## Démographie
La population du district était de 13 477 habitants en 1999.